# 王立造幣局
王立造幣局（おうりつぞうへいきょく 英: The Royal Mint) とはイギリスの硬貨の製造・造幣を許された機関である。その起源は1100年以上前にさかのぼり、イングランド王国さらにはグレート・ブリテン王国の硬貨を製造してきた。2010年に業務をロイヤル・ミント社として継承、その上部組織の大蔵省 (イギリス) とイギリス国内で流通する貨幣を全種類、造る独占契約を結んでいる。
大蔵省は100％子会社のロイヤル・ミント社の株主責任を政府保有株式管理にゆだねている。
イギリスの貨幣造幣と合わせて王立造幣局は海外の多くの国の政府や学校、 企業を対象とした軍隊のメダルや記念コイン他を造る世界有数の造幣局であり、その評価はゆるぎない。国家安全警察省が武装した分遣隊を配置、製造現場の保安体勢を敷く。

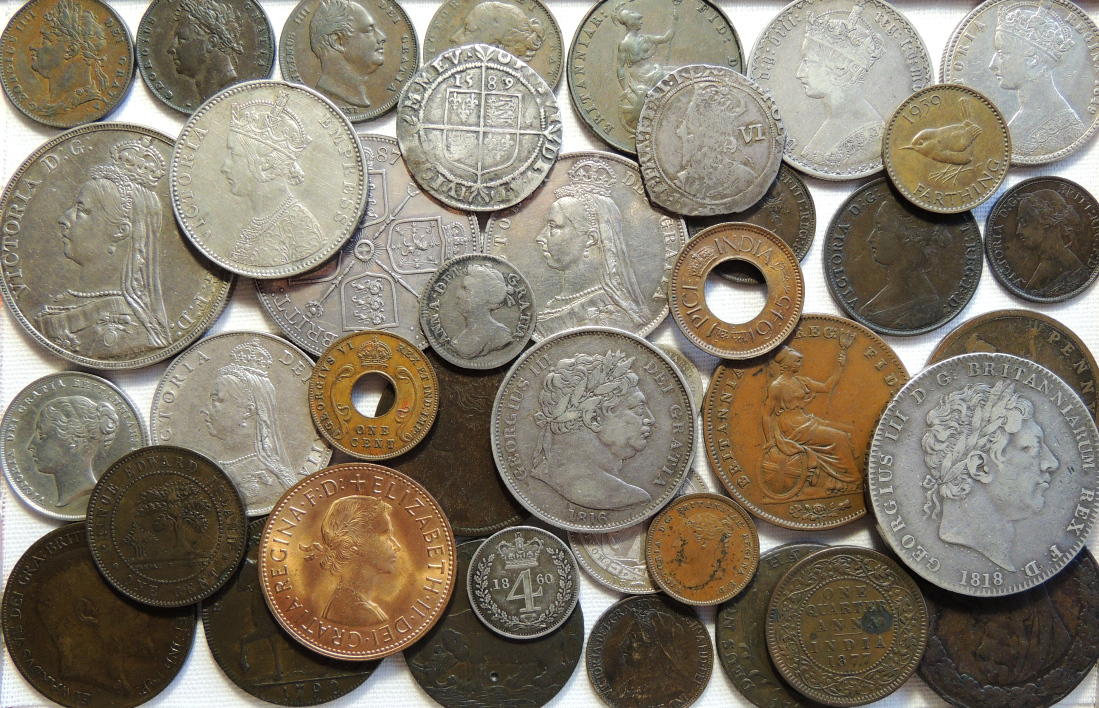
王室の造幣局によって作られた異なる年の硬貨

王立造幣局はシティ・オブ・ロンドンのタワー・ヒルに置いた工場群を1968年から段階的にウェールズのミッド・グラモーガンにあるラントリサントへ移し、1980年以降、ラントリサント1か所に設備を集中して操業してきた。工場用地は38エーカー (15 ha) 、従業員は500名を超えていたという。また発行した硬貨は多種多様で、16世紀にさかのぼって保管、エリザベス2世の櫃製作会社ヒュー・スワンが納品したケース80本に収めてある。
イギリス政府向けに発行された硬貨は毎年、硬貨検査函審査を受け、大きさ・重量・化学組成が検査される。

## 歴史
王立造幣局が単独の機関になった886年はアルフレッド大王の治世であり、当初は王国に複数あった造幣所のひとつに過ぎなかった。1279年にロンドン塔の裏手へ移設して以来500年にわたって操業を続ける中、16世紀から領内の硬貨発行を寡占してきた。アイザック・ニュートン卿は1696年に偽造を取り締まる造幣局長官に任命され1727年に没するまで務めている。実は秘密裏にスターリング・ポンドを銀本位制から金本位制に移したのはニュートンで1717年のことである。

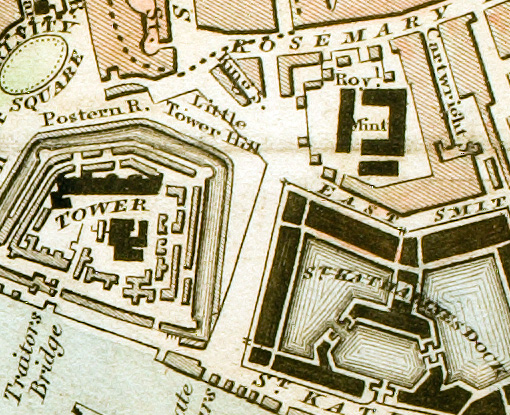
19世紀初頭の王立造幣局の地図。もともとロンドン塔の裏手にあった。(1809年前後)

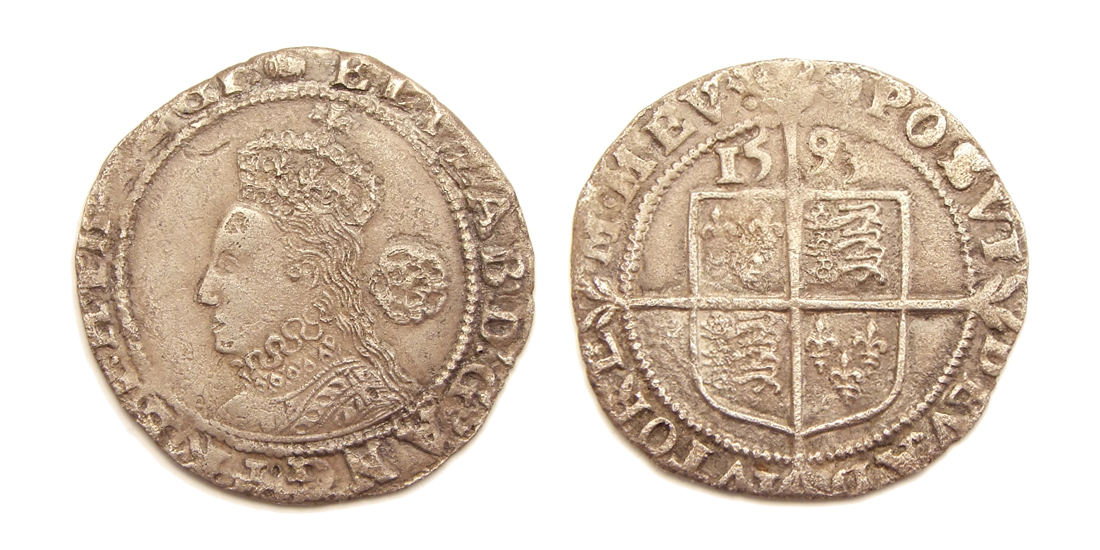
銀製のシクスペンス。エリザベス1世の時代 (ロンドン塔収蔵、1593年)

ニュートンの着任を迎えた造幣局の施設はロンドン塔周辺の古ぼけた建物に分散しており、やがて18世紀に貨幣の製造工程の機械化が進むと圧延装置、圧穿装置を投入。これらの新しい設備と英仏戦争開戦の影響でロンドン塔一帯の工場が手狭になったことを受け、造幣局を隣接するイースト・スミスフィールドへ移設する決定がされる。ジェームズ・ジョンソンとロバート・スマークが設計した施設は1809年に完成、設備を入れ換え造幣局職員や従業員の働く庁舎を設けた。

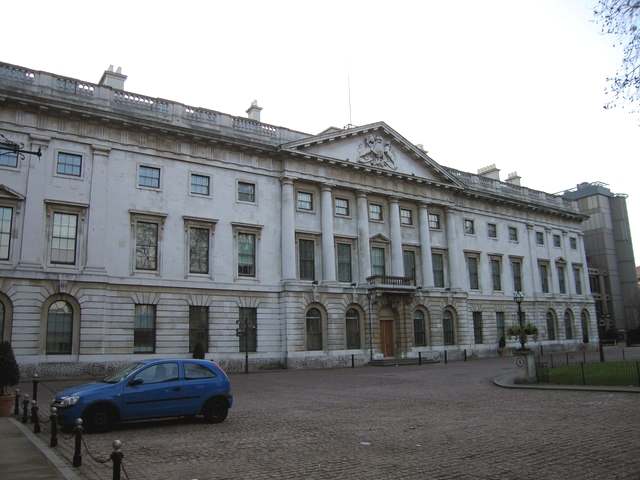
王立造幣局の旧庁舎 (1880年代)

新しい設備の導入に伴って工場は1880年代に改築され生産能力が向上する。さらに電化、需要の高まりに応えて技術開発が進むと工場は改修を重ね、1960年代にはスマーク設計による建物と表門の施設を除き、1809年に新設した当時のおもかげはほとんど残らなかった
第二次世界大戦中、ドイツ軍の空爆で数回にわたって被災、ついに3週間、操業が停まってしまう。
イギリスの貨幣制度が十進法に移行する1971年を待たず、タワー・ヒルの製造能力は限界に達した。その事態を見越し、1967年、数百万枚もの新貨幣の発行と並行して海外向けの需要を満たすために造幣工場をロンドンからカーディフの北西16 km にあるラントリサントへ移設する計画を発表。1968年12月17日にエリザベス2世が第1期工事の起工を宣言、7年をかけて造幣工場を段階的に移すと1975年11月、タワー・ヒル製造の最後の1枚としてソブリン金貨を圧穿したのである。1809年に建ったスマークの建物は現在、一般企業のブラックロックが使っている。
王立造幣局は独立採算を目指して1975年4月1日に株式公開したのである。
アリスター・ダーリング財務大臣 (当時) は2009年3月に造幣局の売却を検討、同年12月31日をもって執行機関としては解散、資産はロイヤルミント株式会社が継承し、上場企業として引き続き大蔵省に属している。

## 業務の内容
ロイヤル・ミントの第一の業務はイギリス領内で流通する硬貨の製作であり、また60年にわたりイギリス軍のメダルや騎士団勲章に加えてコレクター向けのコインを手がけてきた。硬貨の生産量は2013年の時点で全世界のおよそ15%にのぼる。1970年代から2009年にかけ大英帝国勲章のバッジを全種類製造しており、その後、この業務はトイ・ケニング&スペンサー社など王室御用達の一般企業に移管している。ロンドンの王立造幣局は1908年にオタワ支局を開くまでカナダの硬貨を製造、1931年より造幣はカナダ政府に移り名称もロイヤル・カナダミントに替わった。

## 貨幣検査函審査
貨幣検査函審査は新規発行硬貨が規準を満たしているかどうか確認するイギリスの手続きである。審議は12世紀にさかのぼり通常は暦年に一度行うものとして現在も1282年以来踏襲された儀礼を守っている法的精神に照らした正式の対審 であり、貴金属検査の専門知識がある裁判官がその責任で判定する審議の場は1870年、ウェストミンスター宮殿から金細工師公認同業組合会館へ移した。現代の造幣技術は偽造を阻むと考えられるものの、かつてマスター・オブ・ミントが貴金属の横領に心を動かされるかどうかという問題があった。
ここで言う「函」はツゲの仲間を材料に作った箱 (ギリシャ語で πυξίς, pyxis) のことで、審査を受ける硬貨を収めた道具である。ウェストミンスター寺院にある「函のチャペル」(「函の間」とも) にはかつて検査にかけるサンプルを函ごと保管していた。
検査する硬貨はヘンリー3世の時代から伝統を守り、王立造幣局の通常の生産ラインから抜き取る。造幣局長官の責任で年間を通じて数千枚のサンプルを無作為に抜き取り、審査のために取り置く。サンプル数は製造枚数に対して一定の割合で決まり、たとえばバイメタリックの2ポンド硬貨は5000枚ごとに1枚の割合で、儀式用のモーンディ銀貨 は150枚ごとに1枚である。
審査の申請は現在、王立造幣局を介さずに行われる。
審査官には金融界のリーダー数名と最低6名の金細工師同業組合員が選ばれ、集まったサンプルが貨幣製造法の規定どおりに製造されたか2ヵ月をかけて審査する。

## 歴代の原版彫刻師
王立造幣局の主な原版彫刻師 (カッコ内は任期):
- ジョン・クロッカー（英語版）[13]
- ジョン・ギズモンド・タナー（英語版） (1741–1773年)[14]
- リチャード・ヨー（英語版） (1773–1779年)[15]
- トーマス・ワイオン（英語版） (1811–1817年) 主任彫刻師[16]